# ProDigi
El ProDigi es un formato multipista digital que utilizaron profusamente marcas como Mitsubishi, Otari y AEG desde finales de la década de 1980, hasta principios de este siglo XXI, cuando fue retirado del mercado.
El ProDigi, en su funcionamiento básico, es similar a los magnetófonos multipista analógicos, permitiendo tanto la edición física “a tijera” como la edición electrónica.
El ProDigi es muy similar al DASH, la principal diferencia es que permite un número máximo de pistas inferior (32 pistas ProDigi, frente a 48 DASH).
ProDigi puede elegir entre dos frecuencias de muestreo:
- 44100 muestras por segundo (estándar CD-Audio "Red Book").
- 48000 muestras por segundo.

El Prodigi utiliza un código canal PCM lineal y ofrece:
- Una resolución de 16 bits.
- Una respuesta en frecuencia de 20 – 20000 Hz
- Un rango dinámico de 90 dB.